# Kingia australis
Espèce
Kingia australis est une espèce de plantes à fleurs de la famille des Dasypogonaceae. C'est une plante arborescente. Unique représentant du genre Kingia, elle peut cependant être facilement confondue avec certaines espèces du genre Xanthorrhoea. Cette espèce est endémique d'Australie.
Le nom du genre Kingia a été donné en l'honneur de Philip Parker King, explorateur des côtes australiennes, et de son père Philip Gidley King, le troisième Gouverneur de Nouvelle-Galles du Sud.

## Port général
Le kingia a un port arborescent mais n’est pas un arbre au sens strict car il ne possède pas de tronc en lignine. Sa croissance est extrêmement lente, seulement 1,5 cm par an mais il peut atteindre 6 m de haut. La plante ne se ramifie pas sauf si l’apex a été endommagé,.

## Appareil végétatif
Le tronc est une tige recouverte de bases de feuilles persistantes se terminant à l’apex par une centaine de longues et fines feuilles qui servent-à la photosynthèse, ainsi que des racines adventives rejoignant le sol en passant dans les feuilles caulinaires de la tige la renforçant par la même occasion. Les racines aériennes poussent de 15 cm par an, pour une plante de 6 m il faut 35 ans pour que ces racines atteignent le sol. Un même individu peut avoir 3000 racines adventives. Ses racines massives permettent de soutenir l’individu et compensent un développement secondaire,,.

## Appareil reproducteur
Lors de la floraison, de nombreuses inflorescences globulaires sont formées au sommet de la plante,.
Les fleurs hermaphrodites actinomorphes sont petites, portent 6 tépales pétaloïdes blancs répartis sur 2 verticilles produisant du nectar afin de se faire polliniser par des insectes et des oiseaux. Les étamines sont accrochées au périanthe et présentent le même style de distribution que les tépales, les 3 carpelles sont fusionnés. Les ovaires sont multiples et infère,. Le fruit est une capsule indéhiscente.

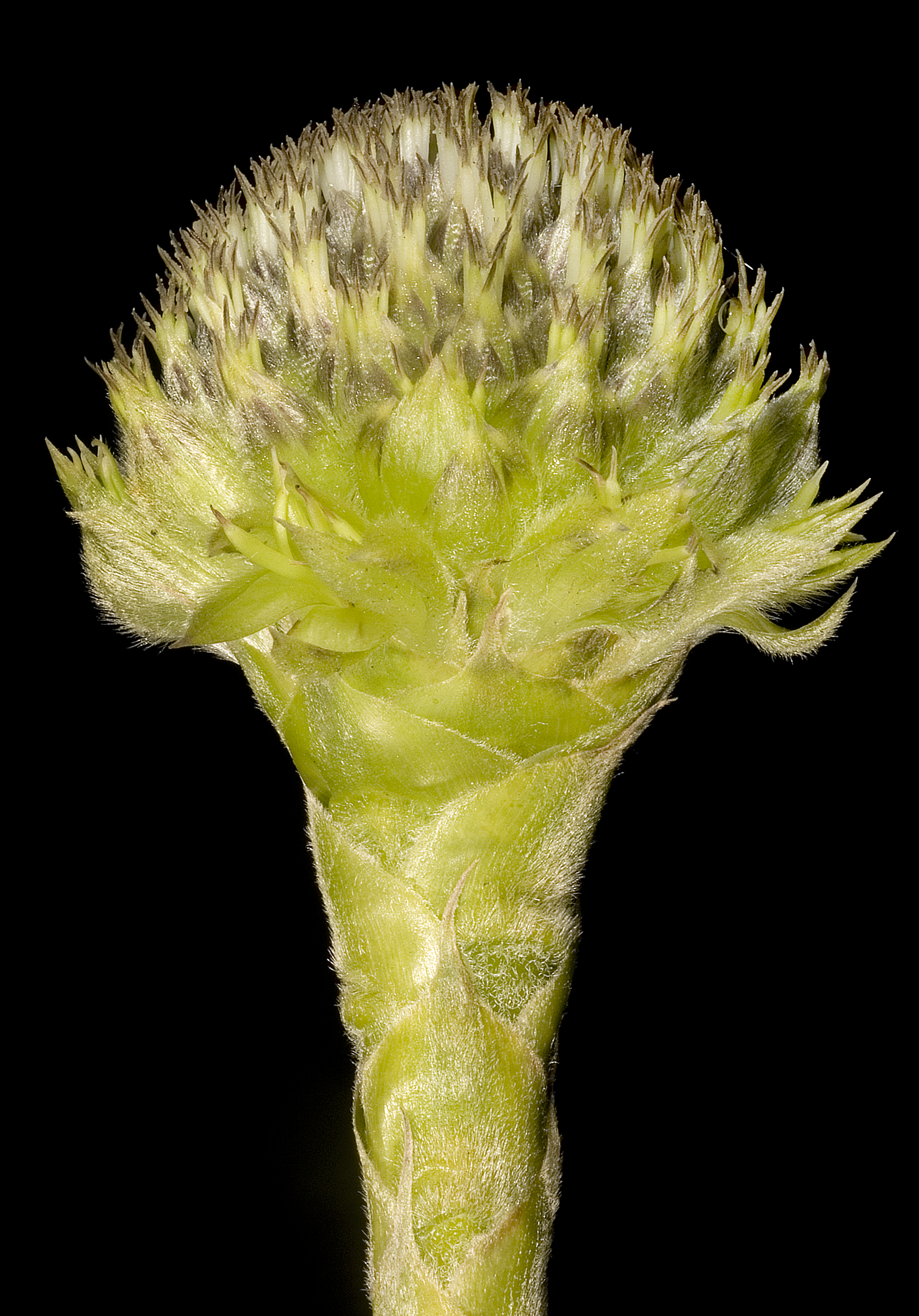
Inflorescence du Kingia

## Taxonomie et classification(s)
Cette espèce diploïde (2n=28) a été collecté pour la première fois à King George Sound par Robert Brown. Il l’a décrit originellement comme très proche des Xanthorrhoea mais ayant des inflorescences très différentes.

## Synonymes
Kingia argentea Endl.

## Régions d'origine
Cette espèce est endémique de la moitié sud de l'Australie-Occidentale.

## Habitat
Il pousse dans des habitats ouverts, avec un sol sablonneux ou terreux sableux/argileux, avec un pH neutre voir légèrement acide ou basique,. La communauté végétale « bois de Corymbia calophylla et Kingia australis » peut être trouvée sur une variété de sols, mais avec toujours une couche d’argile imperméable, qui empêche le drainage et cause souvent des inondations.

## Cycle de vie
Il s’agit d’une plante pérenne qui fleurit de septembre à novembre dans l’hémisphère sud,.

## Interactions avec d'autres organismes
La fleur est pollinisée par de nombreux animaux, des oiseaux (Meliphagidae) et des insectes tels que des mouches, des fourmis (Iridomyrmex) et des abeilles, natives ou introduites (Apis mellifera). Les mycètes Bullanockia australis et Teichospora kingiae ont été découverts sur Kingia australis.

## Impact de l'homme sur les populations sauvages
Le Kingia est facilement inflammable, ce qui le rend sensible aux incendies fréquents en Australie. 
D’autres facteurs sont à prendre en compte comme le défrichage et l’invasion de mauvaises herbes, qui ont mené la communauté de Corymbia calophylla et Kingia australis du « Swan Coastal Plain » à diminuer de 97% ne laissant plus que 83 ha.

## Genre Kingia
- FloraBase (Australie-Occidentale) [archive] : classification Kingia [archive] (+ photos [archive] + distribution [archive] + description [archive]) (en) (consulté le 27 octobre 2012)
- Catalogue of Life : Kingia [archive] (en) (consulté le 27 octobre 2012)
- NCBI : Kingia [archive] (en) (consulté le 27 octobre 2012)
- uBio : Kingia Theobald 1910 [archive] (en) (consulté le 27 octobre 2012)

## Espèce Kingia australis
- Catalogue of Life : Kingia australis R.Br. [archive] (en) (consulté le 27 octobre 2012)
- NCBI : Kingia australis [archive] (en) (consulté le 27 octobre 2012)
- uBio : Kingia australis [archive] (en) (consulté le 27 octobre 2012)